# Infraroodsensor
Infraroodsensoren zijn sensoren die gevoelig zijn voor infrarood licht. De passieve vorm reageert op de infrarode straling van een object in de nabijheid. De actieve vorm zendt zelf infrarode straling uit en reageert op de door een object teruggekaatste licht. Infraroodsensoren worden voor verschillende doeleinden gebruikt, zoals het detecteren van beweging, ontvangers voor IrDA-systemen, contactloze temperatuursensoren en het maken van afstandschattingen. Beeldvormende infraroodsensoren worden bovendien ingezet als nachtzichtapparatuur en in astronomische satellieten zoals IRAS en Spitzer Space Telescope.
Veelgebruikt wordt de passieve infraroodsensor (PIR) voor bewegingsdetectie. Bij deze technologie worden geen signalen uitgezonden, maar enkel ontvangen. Een persoon binnen de detectiezone is hierbij de zender, terwijl de PIR-sensor de ontvanger is.